# پیپت (پرنده)

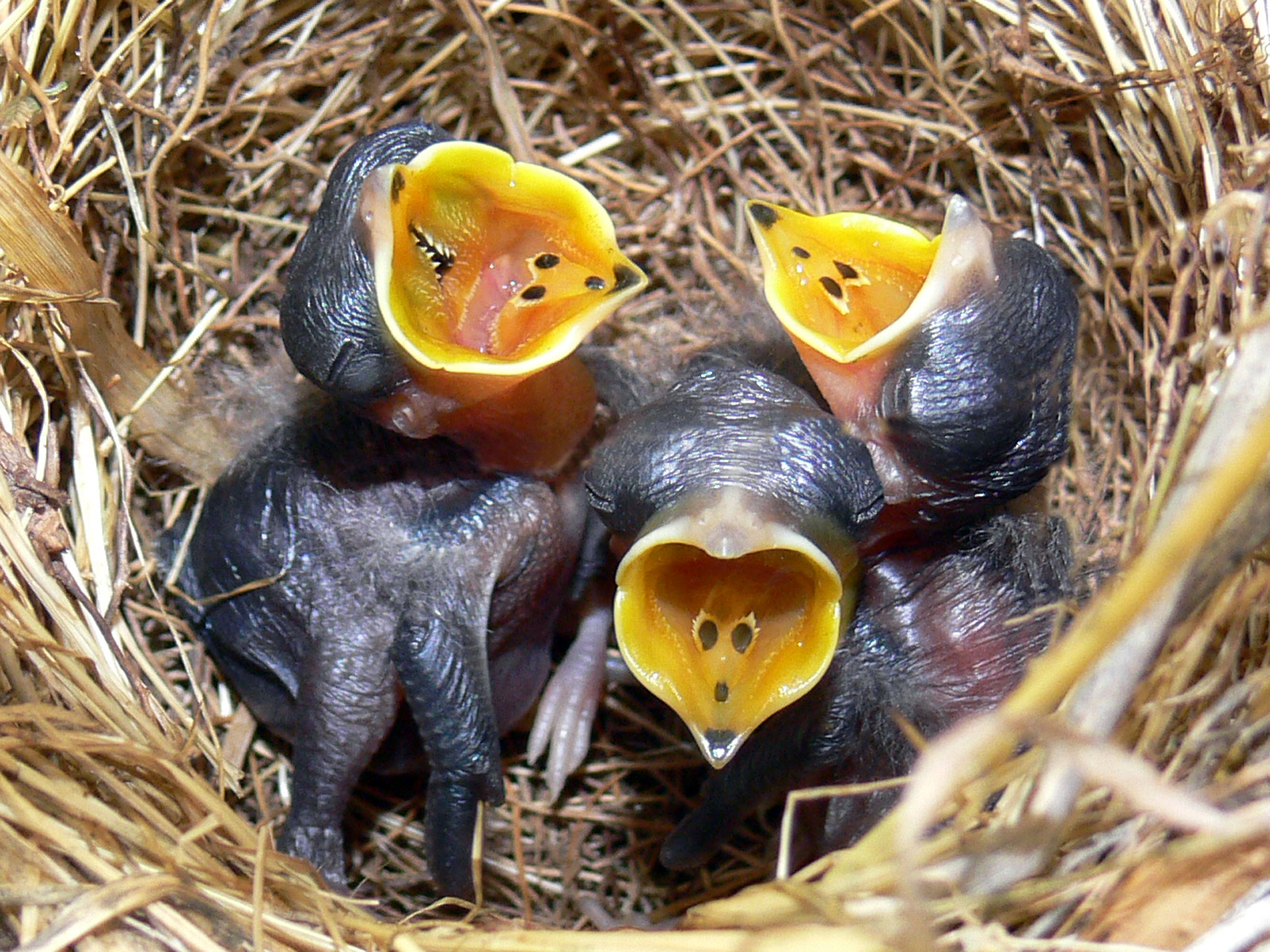
جوجه‌های پیپت استرالزیایی

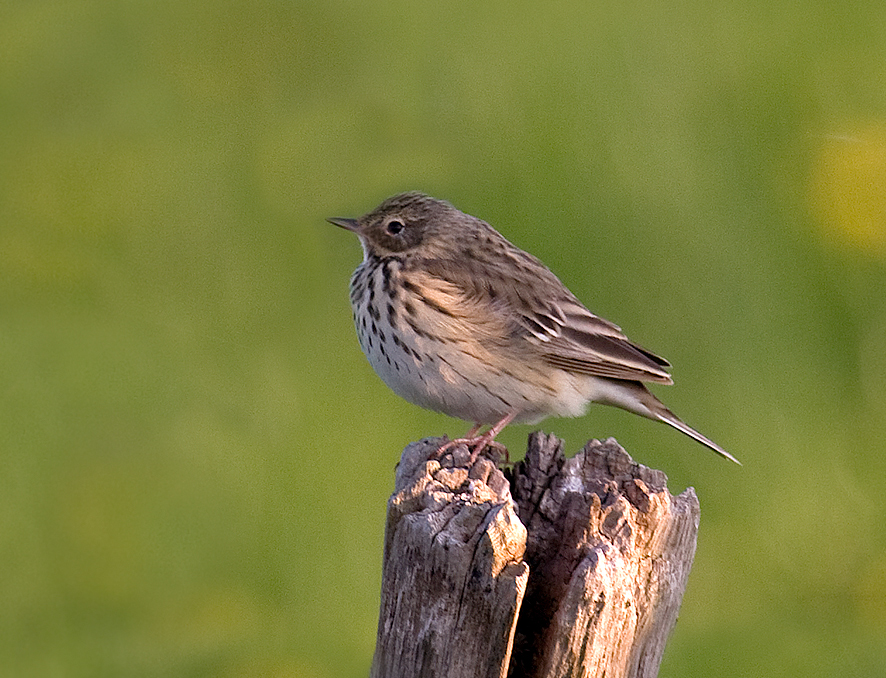
پیپت چمنزار

پیپت‌ها یا ناخن‌درازها (به لاتین: Anthus) نام سرده‌ای از گنجشک‌سانان کوچک است که ویژگی بارز آن‌ها، داشتن ناخن‌های دراز در بیشتر گونه‌های این سرده است. این سرده همچنین دارای بیش از ۳۶ گونه است. این پرندگان همراه با دم‌جنبانک‌ها و پنجه‌درازها خانوادهٔ دم‌جنبانکان را تشکیل می‌دهند.

## ویژگی‌های ریخت‌شناسی
پیپت‌ها جثه‌ای به‌نسبت کوچک و باریک دارند، دمشان متوسط تا بلند است و نوکشان راسته و نوک‌تیز می‌باشد. پرهایشان ترکیبی از رنگ‌های شنی، زرد و سفید با رگه‌هایی قهوه‌ایست که در برخی از گونه‌ها با رگه‌های قرمز نیز همراه است. قسمت زیرین بدن پیپت‌ها همیشه روشن‌تر از دیگر قسمت‌هاست و این پرندگان دارای خط ابرویی روشن نیز می‌باشند.
پیپت‌ها حشره‌خوار هستند، بر روی زمین لانه می‌سازند و پس از جفت‌گیری تا ۶ تخم خال‌دار می‌گذارند.

## گونه‌ها
- پیپت پادراز Anthus richardi
- پیپت نوک‌دراز Anthus similis
- پیپت خاکی Anthus campestris
- پیپت درختی Anthus trivialis
- پیپت چمنزار Anthus pratensis
- پیپت گلوسرخ Anthus cervinus
- پیپت پشت‌زیتونی Anthus hodgsoni
- پیپت شالیزار Anthus rufulus
- پیپت تالابی Anthus spinoletta
- پیپت شکم‌نخودی Anthus rubescens
- پیپت پابلند Anthus pallidiventris
- پیپت دشتی Anthus leucophrys
- پیپت نخودی Anthus vaalensis
- پیپت آفریقایی Anthus cinnamomeus
- پیپت استرالزی Anthus novaeseelandiae
- پیپت مالیندی Anthus melindae
- پیپت کیمبرلی Anthus pseudosimilis
- پیپت بلیث Anthus godlewskii
- پیپت برتلوت Anthus berthelotii
- پیپت جکسون Anthus latistratus
- پیپت دم‌کوتاه Anthus brachyurus
- پیپت کوچک Anthus caffer
- پیپت نیلگیری Anthus nilghiriensis
- پیپت پیچورا Anthus gustavi
- پیپت گلگون Anthus roseatus
- پیپت صخره‌ای اروپایی Anthus petrosus
- پیپت سینه‌زرد Anthus chloris
- پیپت دم‌دراز Anthus longicaudatus
- پیپت کوهی Anthus hoeschi
- پیپت اسپراگ Anthus spragueii
- پیپت نوک‌کوتاه Anthus furcatus
- پیپت هلمر Anthus hellmayri
- پیپت زردفام Anthus lutescens
- پیپت چاکو Anthus chacoensis
- پیپت کورندرا Anthus correndera
- پیپت سینه‌اخرایی Anthus nattereri
- پیپت پارامو Anthus bogotensis
- پیپت جورجیای جنوبی Anthus antarcticus
- پیپت گینه نو Anthus gutturalis
- پیپت سوکوکه Anthus sokokensis
- پیپت صخره‌ای آفریقایی Anthus crenatus
- پیپت راه‌راه Anthus lineiventris